# Chất nhờn xám
Giả thuyết chất nhờn xám (tiếng Anh: Grey goo) là một kịch bản ngày tận thế liên quan đến công nghệ nano phân tử, trong đó các robot nano tự tái tạo tiêu thụ tất cả vật chất trên Trái Đất để phát triển số lượng của chúng, một kịch bản được gọi là "ăn môi trường" (tiếng Anh: ecophagy).
Các máy móc tự tái tạo ở mức vĩ mô ban đầu được mô tả bởi nhà toán học John von Neumann, còn gọi là máy von Neumann. Về sau Giả thuyết chất nhờn xám được nhà khoa học tiên phong trong công nghệ nano là Eric Drexler đưa ra trong cuốn sách năm 1986 Động cơ sáng tạo,. Trong đó Drexler cho rằng những máy nano này có thể chiếm lĩnh Trái Đất trong vòng chưa đầy hai ngày. Đến năm 2004, ông phát biểu: "Tôi ước gì mình chưa bao giờ đưa ra khái niệm 'chất nhờn màu xám'." 